# Serenate per 16 bionde
Serenate per 16 bionde è un film italiano del 1957 diretto da Marino Girolami.

## Produzione
Il film venne girato negli stabilimenti I.N.C.I.R.-De Paolis a Roma.
L'aiuto regista fu Romolo Girolami. Il doppiaggio è ad opera della C.I.D.

## Colonna sonora
I brani sono tutti eseguiti da Claudio Villa:
- Serenate per 16 bionde, di Astro Mari e Ovidio Sarra
- La Vie en rose, di Édith Piaf e Louiguy
- Roma lontana, di Nora Orlandi
- 'Na sera 'e maggio, di Giuseppe Cioffi e Gigi Pisano
- Fili d'oro, di Francesco Buongiovanni e Giovanni Capurro
- Madrigale di primavera, di Guido Pinelli, Tito Petralia